# Grand Prix d'Isbergues
Le Grand Prix d'Isbergues-Pas de Calais est une course cycliste française disputée à Isbergues, dans le Pas-de-Calais. Créé en 1945, il fait partie de l'UCI Europe Tour depuis 2005 en cyclisme, en catégorie 1.1.

## Historique
Le Grand Prix d'Isbergues est issu d'une course cycliste créée en 1945 dans le quartier du Pont-à-Balque d’Isbergues. La municipalité et la Fédération française de cyclisme ont officialisé l’événement en 1947. Le Grand Prix est d'abord une course de quartier crée pour animer la fête locale du Pont-à-Balques. Initialement seul des coureurs amateurs ou indépendants participaient à la compétition. Le circuit local initial fut rapidement apprécié des grands coureurs de l'époque. La boucle des monts (anciennement appelée boucle d'Estrée-Blanche) fut ajoutée au circuit en 1957 et donne à l'épreuve toute son envergure. La course fut successivement dénommée Grand Prix des commerçants du Pont-à-Balques, Grand Prix de la ville d'Isbergues, Grand Prix cycliste international d'Isbergues, et enfin Grand Prix international d'Isbergues-Pas de Calais. Par ailleurs la course est régulièrement surnommée "la classique artésienne".
Aujourd'hui, c'est une épreuve cycliste placée sous les règlements de l'Union cycliste internationale et de la Fédération française de cyclisme. 
Le Grand Prix d'Isbergues est la seule course exclusivement professionnelle du Pas-de-Calais. Il est classé depuis 1995 en catégorie 1.1 par l'UCI, et est inscrit au calendrier de l'UCI Europe Tour depuis 2005. Le Grand Prix d'Isbergues est également l'une des épreuves de la Coupe de France de cyclisme depuis sa création en 1992.
Le Grand Prix d'Isbergues compte parmi ses vainqueurs de grands champions tels que Jean Stablinski, Joop Zoetemelk, Sean Kelly. Les vainqueurs des éditions 2016 (Kristoffer Halvorsen) et 2017 (Benoît Cosnefroy) ont remporté dans la foulée le titre mondial chez les espoirs, tandis que Mads Pedersen, lauréat de l'édition 2019, est devenu champion du monde chez les professionnels une semaine après.

## La course
L'épreuve a lieu le troisième dimanche de septembre. La ville d'Isbergues est la ville de départ et d'arrivée de l'épreuve.

## Palmarès

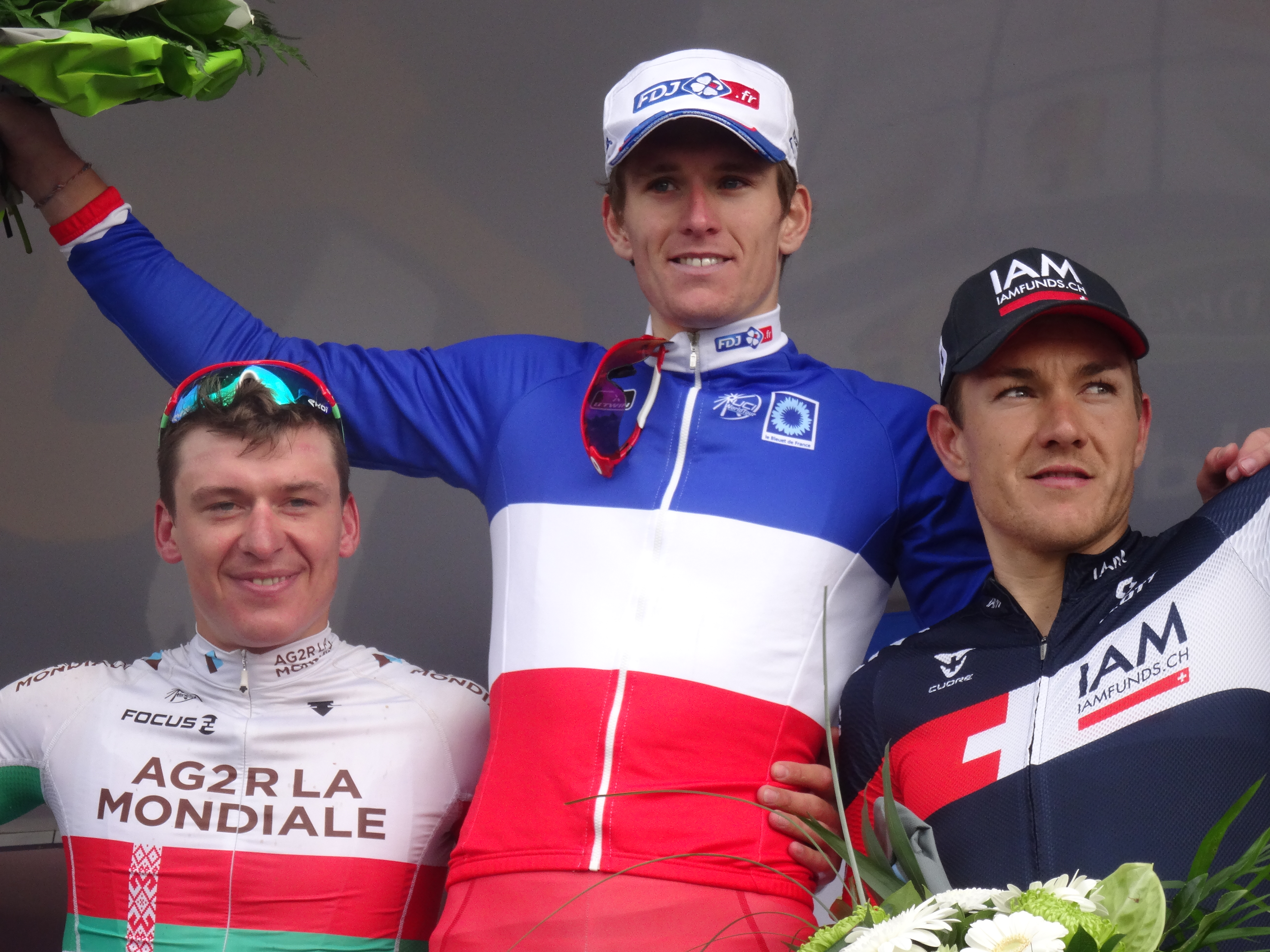
Podium de l'édition 2014 : Yauheni Hutarovich (2e), Arnaud Démare (1er) et Heinrich Haussler (3e).

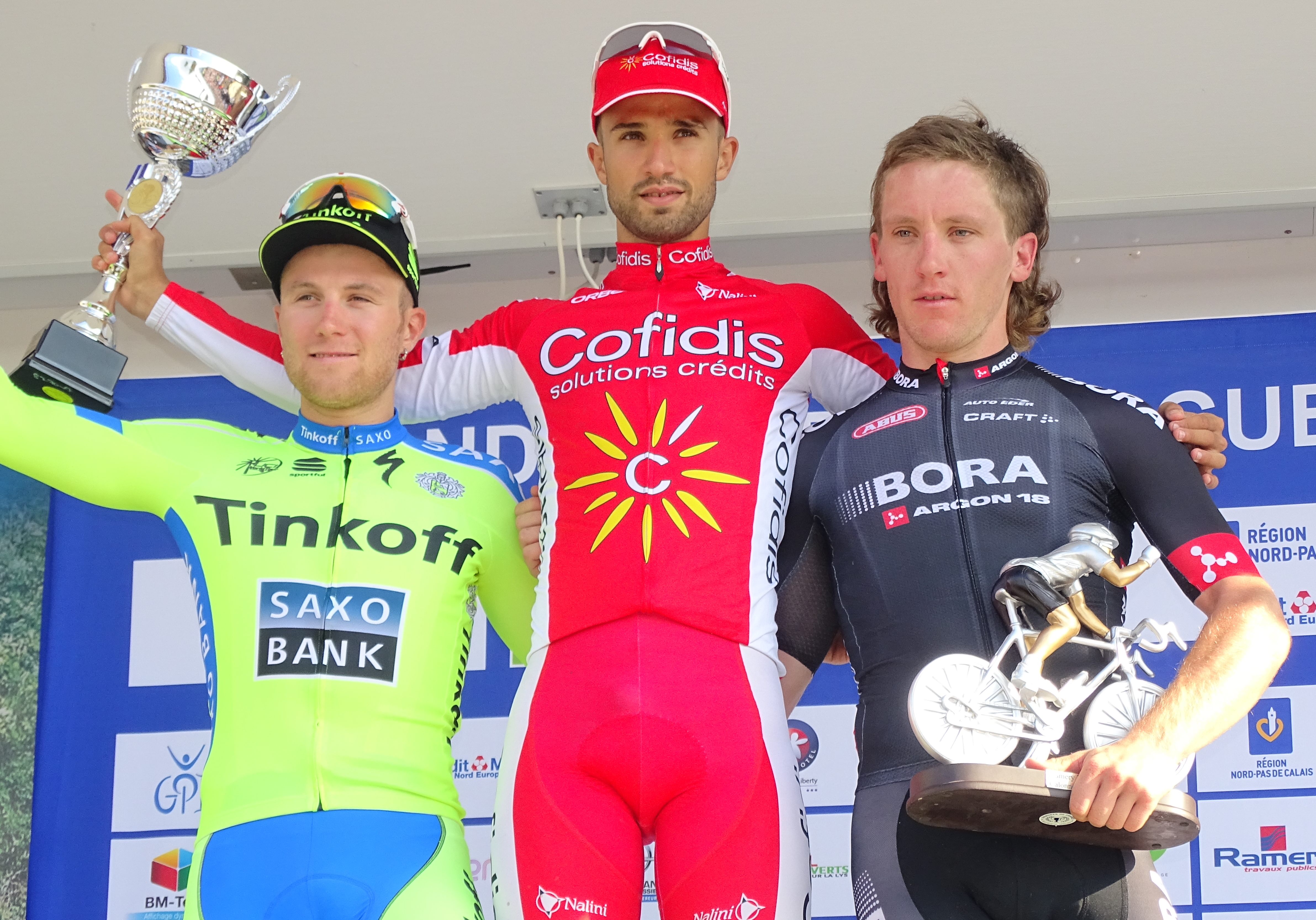
Podium de l'édition 2015 : Michal Kolář (2e), Nacer Bouhanni (1er) et Shane Archbold (3e).

| Année | Vainqueur            | Deuxième                | Troisième                  |
| ----- | -------------------- | ----------------------- | -------------------------- |
| 1947  | Eugène Dupuis        | Alphonse De Vreese      | Louis Déprez               |
| 1948  | Eugène Dupuis        | Paul Godevelle          | Francis Delepière          |
| 1949  | Paul Delerue         | Jacques Godin           | Maurice Palin              |
| 1950  | José Beyaert         | Raoul Ben               | Paul Salomé                |
| 1951  | Henri Duhamel        | Roland Chapuis          | Eugène Dupuis              |
| 1952  | César Marcelak       | Albert Platel           | Alain Léocat               |
| 1953  | Paul Taildeman       | Michel Vuylsteke        | César Marcelak             |
| 1954  | Joseph Planckaert    | Roland Callebout        | Lucien Demunster           |
| 1955  | Alfred Kain          | Roger Chupin            | Édouard Klabinski          |
| 1956  | Seamus Elliott       | René Fournier           | Gilbert Scodeller          |
| 1957  | Willy Truye          | César Marcelak          | Camille Huyghe             |
| 1958  | Maurice Meuleman     | Raymond Denutte         | Joseph Boudon              |
| 1959  | Jean-Claude Annaert  | Maurice Meuleman        | René Fournier              |
| 1960  | Jozef Schils         | Michel Stolker          | André Noyelle              |
| 1961  | Jo de Haan           | Henri De Wolf           | Roger Quevat               |
| 1962  | Laurent Christiaens  | André Messelis          | Gustaaf De Smet            |
| 1963  | Clément Roman        | Bas Maliepaard          | Marcel Seynaeve            |
| 1964  | Frans Melckenbeeck   | Camille Le Menn         | Willy Van den Eynde        |
| 1965  | Willy Bocklant       | Frans Aerenhouts        | Noël Van Clooster          |
| 1966  | Jean Stablinski      | Walter Godefroot        | Daniel Van Ryckeghem       |
| 1967  | Paul In 't Ven       | Emile Coppens           | Willy In 't Ven            |
| 1968  | Willy In 't Ven      | Eddy Peelman            | Willy De Geest             |
| 1969  | Jan Janssen          | Noël Vantyghem          | Joseph Deschoenmaecker     |
| 1970  | Jean Jourden         | André Dierickx          | Ronald De Witte            |
| 1971  | Daniel Van Ryckeghem | Billy Bilsland          | Ronny Van Marcke           |
| 1972  | Marc Demeyer         | Eric Leman              | Jacques Botherel           |
| 1973  | Roger Rosiers        | Willy Van Neste         | André Mollet               |
| 1974  | Bernard Bourreau     | René Dillen             | Bernard Draux              |
| 1975  | Joop Zoetemelk       | Lucien Van Impe         | Bernard Hinault            |
| 1976  | Yvon Bertin          | Jean-Jacques Fussien    | André Mollet               |
| 1977  | Joop Zoetemelk       | Eddy Merckx             | Sven-Åke Nilsson           |
| 1978  | Daniel Gisiger       | Jacques Bossis          | Bernard Vallet             |
| 1979  | Serge Perin          | Christian Muselet       | Jean-Philippe Pipart       |
| 1980  | Etienne De Wilde     | Graham Jones            | Christian Jourdan          |
| 1981  | André Chalmel        | Francis Castaing        | Ferdi Van Den Haute        |
| 1982  | Sven-Åke Nilsson     | Jean-François Chaurin   | Jean-François Rault        |
| 1983  | Sean Kelly           | Jean-Luc Vandenbroucke  | Jean-Philippe Vandenbrande |
| 1984  | Kim Andersen         | Bruno Wojtinek          | Sean Kelly                 |
| 1985  | Adrie van der Poel   | Gilbert Duclos-Lassalle | Etienne De Wilde           |
| 1986  | Teun van Vliet       | Gilbert Duclos-Lassalle | Gert-Jan Theunisse         |
| 1987  | Allan Peiper         | Gérard Rué              | Walter Dalgal              |
| 1988  | Jan Goessens         | Johan Museeuw           | Michel Dernies             |
| 1989  | Sammie Moreels       | Peter De Clercq         | Martial Gayant             |
| 1990  | Frédéric Moncassin   | Johan Museeuw           | Nico Verhoeven             |
| 1991  | Jacky Durand         | Jan Mattheus            | Kim Andersen               |
| 1992  | Phil Anderson        | Stéphane Hennebert      | Bruno Cornillet            |
| 1993  | Jaan Kirsipuu        | Eddy Seigneur           | Paul Haghedooren           |
| 1994  | Wilfried Nelissen    | Sean Yates              | Philippe Bouvatier         |
| 1995  | Frank Corvers        | Gilbert Duclos-Lassalle | Sammie Moreels             |
| 1996  | Mario Aerts          | Magnus Bäckstedt        | Erik Breukink              |
| 1997  | Magnus Bäckstedt     | Søren Petersen          | Lauri Aus                  |
| 1998  | Stéphane Cueff       | Frank Høj               | Jo Planckaert              |
| 1999  | Lauri Aus            | Geert Verheyen          | Frédéric Guesdon           |
| 2000  | Peter Van Petegem    | Chris Peers             | Frédéric Guesdon           |
| 2001  | Peter Van Petegem    | Chris Peers             | Nico Mattan                |
| 2002  | Cédric Vasseur       | Ludovic Capelle         | Mark Scanlon               |
| 2003  | Jans Koerts          | Franck Renier           | Cédric Vasseur             |
| 2004  | Ludovic Capelle      | Frédéric Guesdon        | Cezary Zamana              |
| 2005  | Niko Eeckhout        | Stefan van Dijk         | Robbie McEwen              |
| 2006  | Cédric Vasseur       | Philippe Gilbert        | Frédéric Guesdon           |
| 2007  | Martin Elmiger       | Andy Cappelle           | Sébastien Chavanel         |
| 2008  | William Bonnet       | Wesley Sulzberger       | Chris Anker Sørensen       |
| 2009  | Benoît Vaugrenard    | Luca Mazzanti           | Ivan Rovny                 |
| 2010  | Aleksejs Saramotins  | Denis Galimzyanov       | Romain Feillu              |
| 2011  | Jonas Aaen Jørgensen | Stuart O'Grady          | Robert Wagner              |
| 2012  | John Degenkolb       | Kenny van Hummel        | Stéphane Poulhiès          |
| 2013  | Arnaud Démare        | John Degenkolb          | Jempy Drucker              |
| 2014  | Arnaud Démare        | Yauheni Hutarovich      | Heinrich Haussler          |
| 2015  | Nacer Bouhanni       | Michal Kolář            | Shane Archbold             |
| 2016  | Kristoffer Halvorsen | Romain Feillu           | Baptiste Planckaert        |
| 2017  | Benoît Cosnefroy     | Pierre Gouault          | Alan Riou                  |
| 2018  | Philippe Gilbert     | Christophe Laporte      | Florian Sénéchal           |
| 2019  | Mads Pedersen        | John Degenkolb          | Christophe Laporte         |
| 2020  | Nacer Bouhanni       | Romain Cardis           | Timothy Dupont             |
| 2021  | Elia Viviani         | Tim Merlier             | Alberto Dainese            |
| 2022  | Arnaud Démare        | Marc Sarreau            | Edward Theuns              |
| 2023  | Matteo Moschetti     | Mads Pedersen           | Arnaud Démare              |
| 2024  | Arvid de Kleijn      | Laurence Pithie         | Gerben Thijssen            |
| 2025  |                      |                         |                            |